# خارج السلك (فلم 2021)
خارج السلك (بالإنجليزية: Outside the Wire) فيلم خيال علمي أمريكي من إخراج ميكائيل هافستروم. يقوم ببطولته أنتوني ماكي (الذي يعمل أيضًا كمنتج في الفيلم) كضابط أندرويد يعمل مع طيار طائرة بدون طيار (دامسون إدريس) لوقف كارثة عالمية. صدر على محطة نتفليكس في 15 يناير 2021.

## طاقم التمثيل
- أنتوني ماكي: في دور ليو (ضابط أندرويد العسكري)
- دامسون إدريس: في دور توماس هارب (طيار طائرة بدون طيار)
- إميلي بيتشام: في دور باركر
- مايكل كيلي: في دور كلانك
- بيلو أسبيك: في دور فيكتور كوفال
- كريستينا تونتيري يونغ: في دور العريف ماندي بيل
- بوبي لوكوود: في دور ريجي
- إنزو سيلينتي: في دور الرقيب ميلر
- هنري جاريت: في دور برايدون
- فيليبور توبيك: في دور أوشلانك
- الكسندرا سزوكس: في دور عاملة بنك
- آدم فيلدينغ: في دور جوميز
- نيك ويتمان: في دور زعيم متمرد
- إليوت إدوساه: في دور آدامز
- كريستين جريس سزاركو: في دور كولونيل هاتون[3]

## ملخص أحداث الفيلم
تدور الأحداث في المستقبل القريب، يتعاون طيار طائرة بدون طيار مع ضابط أندرويد أثناء مغامرتهما في منطقة عسكرية مميتة لتحديد موقع جهاز يوم القيامة.

## الإنتاج
تم الإعلان عن الفيلم في يونيو 2019، حيث قام أنتوني ماكي بالتمثيل والإنتاج، وميكائيل هافستروم لإخراج الفيلم. انضم دامسون إدريس وإميلي بيتشام إلى فريق التمثيل في الشهر التالي. وقع مايكل كيلي وبيلو أسبيك فيما بعد. بدأ التصوير حول بودابست في أغسطس 2019، واستمر لفترة ثمانية أسابيع.
تقرر إصدار الفيلم على نيتفلكس رقميًا في 15 يناير 2021.

## وصلات خارجية
- مقالات تستعمل روابط فنية بلا صلة مع ويكي بيانات